# Bataille de Colorno
Pour les articles homonymes, voir Colorno.
 (octobre 2020).
Si vous disposez d'ouvrages ou d'articles de référence ou si vous connaissez des sites web de qualité traitant du thème abordé ici, merci de compléter l'article en donnant les références utiles à sa vérifiabilité et en les liant à la section « Notes et références ».
Guerre de Succession de Pologne
Batailles
- Kehl
- Pizzighettone
- Dantzig
- Bitonto
- Trarbach
- Colorno
- San Pietro
- Philippsbourg
- Gaète
- Capoue (en)
- Guastalla
- Clausen

La bataille de Colorno, à l'époque également connue sous le nom de les batailles de Colorno ou attaque de Colorno ou encore le fait des armes de Colorno, sont une série d'affrontements militaires mineurs, qui ont abouti à deux batailles.
Commencé le 25 mai 1734 entre les armées impériales austro-allemandes, qui ont temporairement conquis Colorno et son palais lors de l'attaque décisive du 1er juin, contre les franco-piémontais qui les chassa lors la bataille des 4 et 5 juin, les forçant à se retirer du pays.
Les événements font partie de la guerre de succession polonaise et ont été le signe avant-coureur de la bataille de San Pietro qui a eu lieu dans la campagne de Valera, à l'extérieur des murs de Parme, le 29 juin 1734.